# Sh2-33
Sh2-33 è una nebulosa a emissione visibile nella costellazione della Testa del Serpente.
Si individua sul confine con l'Ofiuco e con la Bilancia, nella parte sudorientale della costellazione; è estremamente debole ed è quindi invisibile all'osservazione diretta con quasi tutti gli strumenti amatoriali, mentre può essere scorta in fotografie a lunga esposizione. Essendo prossima all'equatore celeste, è osservabile da tutte le regioni popolate della Terra; il periodo più indicato per la sua individuazione nel cielo serale va da maggio a settembre.
Si tratta di una delle nebulose più vicine in assoluto al sistema solare, essendo situata ad appena 110 parsec (circa 360 anni luce) da esso; costituisce la parte illuminata e ionizzata della debole nube MBM 38, un lungo filamento quasi completamente oscuro che si estende in senso nordest-sudovest. Assieme alla vicina Sh2-36 (MBM 39) costituisce il bordo più avanzato di una struttura a bolla estesa per circa 5° e centrata pochi gradi ad ovest; questa bolla sarebbe legata alla regione dell'Associazione di Antares ed è collocata ad un'elevata latitudine galattica.